# Clubul Sportiv Dinamo București
Il Clubul Sportiv Dinamo București è una società polisportiva rumena di Bucarest.
Ha 24 sezioni che gestiscono le varie discipline.